# 14e brigade « Tchervona Kalyna »
Pour les articles homonymes, voir 14e brigade.
La 14e brigade d'assaut Tchervona Kalyna (en ukrainien : 14 Штурмова Бригада НГУ Червона Калина, abrégé en 4 БрОП ; numéro d'unité militaire 3028), est une brigade de la Garde nationale de l'Ukraine, qui fait partie du Commandement opérationnel ouest, et stationnée à Kalynivka. Elle porte le n°3028 et le nom de Ivan Bohun.

## Historique
La brigade a été créée sur la base du 8e régiment opérationnel de la Garde nationale. Elle était une unité spéciale Jaguar qui opérait depuis 1994. Le professionnalisme de ses militaires sous contrat en a fait la base de nouvelles structures.
L'unité est engagée lors de l'invasion de l'Ukraine par la Russie en 2022. En mai-juin 2022, l'unité est engagée dans les combats de la bataille de Lyssytchansk et de la bataille de Sievierodonetsk. Elle reste ensuite stationnée entre Bilohorivka et Spirne jusqu'en 2023.
En février 2023, dans le cadre de l'opération de recrutement garde offensive, le 8e régiment opérationnel devient la 14e brigade d'assaut et est renommée viorne rouge (Червона калина),.
Durant l'été 2023, elle participe à la contre-offensive sur l'axe Orikhiv-Tokmak, poussant en direction de Verbove aux côtés de la 82e brigade d'assaut aérien.

## Composition
Sa compagnie de chars est équipée de T-72M1, ses bataillons d'assauts de véhicules de combat d'infanterie BMP-1, BMP-3, de blindés de transport de troupes BTR-4, BTR-70, de blindés légers KrAZ Cobra, Varta Novator, et son groupe d'artillerie de 2S1 Gvozdika automoteurs, MT-12 Rapira antichars et de MLRS BM-21 Grad.

## Insigne

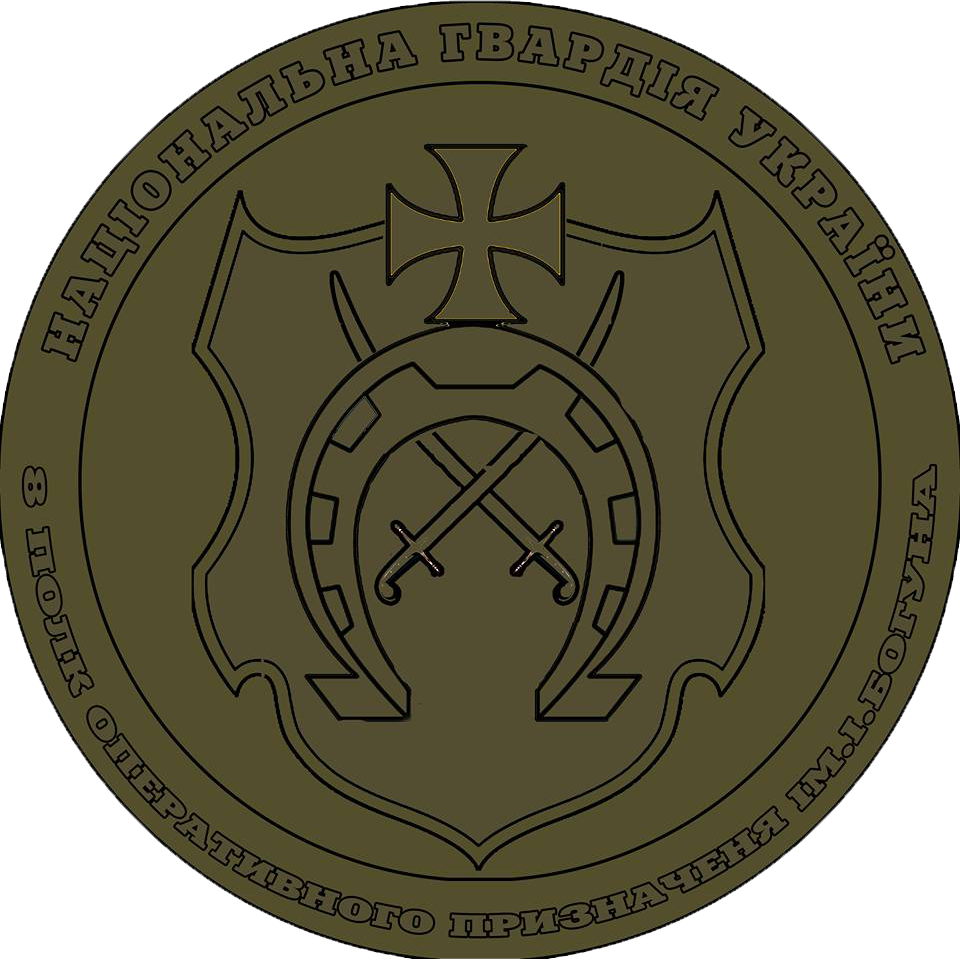
Ancien insigne d'épaule du 8e régiment opérationnel

## Honneurs
Le 22 octobre 2022, elle reçoit la distinction Pour le Courage et la Bravoure.